# Wixford
Wixford est un village et une paroisse civile du Warwickshire, en Angleterre.

## Toponymie
Wixford est un nom d'origine vieil-anglaise qui fait référence au gué (ford) d'un homme portant le nom de Wihtlāc. Il est attesté pour la première fois en 972 sous la forme Wihtlachesforde. Dans le Domesday Book, compilé en 1086, le village est appelé Witelavesford. On trouve la forme Wicklesford au XVIe siècle.

## Géographie
Wixford est situé dans l'ouest du Warwickshire, un comté de la région des Midlands de l'Ouest. Le village se trouve sur la rive gauche de l'Arrow (en), un affluent de l'Avon. Les villes les plus proches sont Bidford-on-Avon, à 3 km au sud, et Alcester, à 4 km au nord.
La route A46 (en) passe juste à l'ouest de Wixford, le long de l'Arrow. De 1866 à 1950, le village dispose d'une gare ferroviaire (en) sur la Gloucester loop line (en), une ligne ferroviaire reliant Barnt Green à Ashchurch,.
Au Moyen Âge, Wixford relève du hundred de Barlichway (en). Après l'abandon du système des hundreds, il est rattaché au district rural d'Alcester de 1894 à 1974, puis au district non métropolitain de Stratford-on-Avon depuis 1974.

## Histoire
La première mention de Wixford figure dans une charte de 972 par laquelle un certain Vua, portant le titre de vicecomes de Warwick, offre 6,5 hides de terres à Wixford et Temple Grafton à l'abbaye d'Evesham, où il souhaite que son corps repose après sa mort. Cette charte est considérée comme une forgerie par les historiens Cyril Roy Hart (en) et Peter Sawyer.
Le Domesday Book indique qu'en 1066, juste avant la conquête normande de l'Angleterre, le manoir de Wixford fait partie des biens du grand propriétaire terrien Wigod de Wallingford (en). Vingt ans plus tard, en 1086, il apparaît comme la propriété de l'abbaye d'Evesham et comprend 6 hides de terres arables, 24 acres de prairie, des bois et un moulin d'une valeur de 10 shillings. Le village de Wixford compte alors 15 habitants.
Le manoir de Wixford reste la propriété de l'abbaye d'Evesham jusqu'à la dissolution des monastères, au XVIe siècle. Son exploitation est confiée au début du XIIe siècle à un certain Ralph Boteler, d'Oversley, en échange d'un loyer de 4 livres. Elle se transmet dans la famille Boteler jusqu'à l'extinction de la lignée mâle, dans la deuxième moitié du XIVe siècle. Le domaine passe ensuite aux descendants de Thomas Molynton, le troisième mari d'Elizabeth Boteler.
Wixford devient propriété de la couronne anglaise après la dissolution de l'abbaye d'Evesham, en 1540. Il est acquis l'année suivante par George Throckmorton (en) et se transmet parmi ses descendants (titrés baronnets Throckmorton (en) en 1642) jusqu'à sa vente, en 1919, qui marque l'extinction des droits manoriaux attenants.

## Démographie
Au recensement de 2011, la paroisse civile de Wixford comptait 155 habitants.
| 1801 | 1811 | 1821 | 1831 | 1841 | 1851 | 1881 |
| ---- | ---- | ---- | ---- | ---- | ---- | ---- |
| 116  | 105  | 110  | 108  | 121  | 117  | 107  |

| 1891 | 1901 | 1911 | 1921 | 1931 | 1951 | 1961 |
| ---- | ---- | ---- | ---- | ---- | ---- | ---- |
| 105  | 123  | 93   | 96   | 116  | 144  | 141  |

| 1971 | 1981 | 1991 | 2001 | 2011 | - | - |
| ---- | ---- | ---- | ---- | ---- | - | - |
| 108  | ?    | ?    | ?    | 155  | - | - |

## Culture locale et patrimoine

### Lieux et monuments

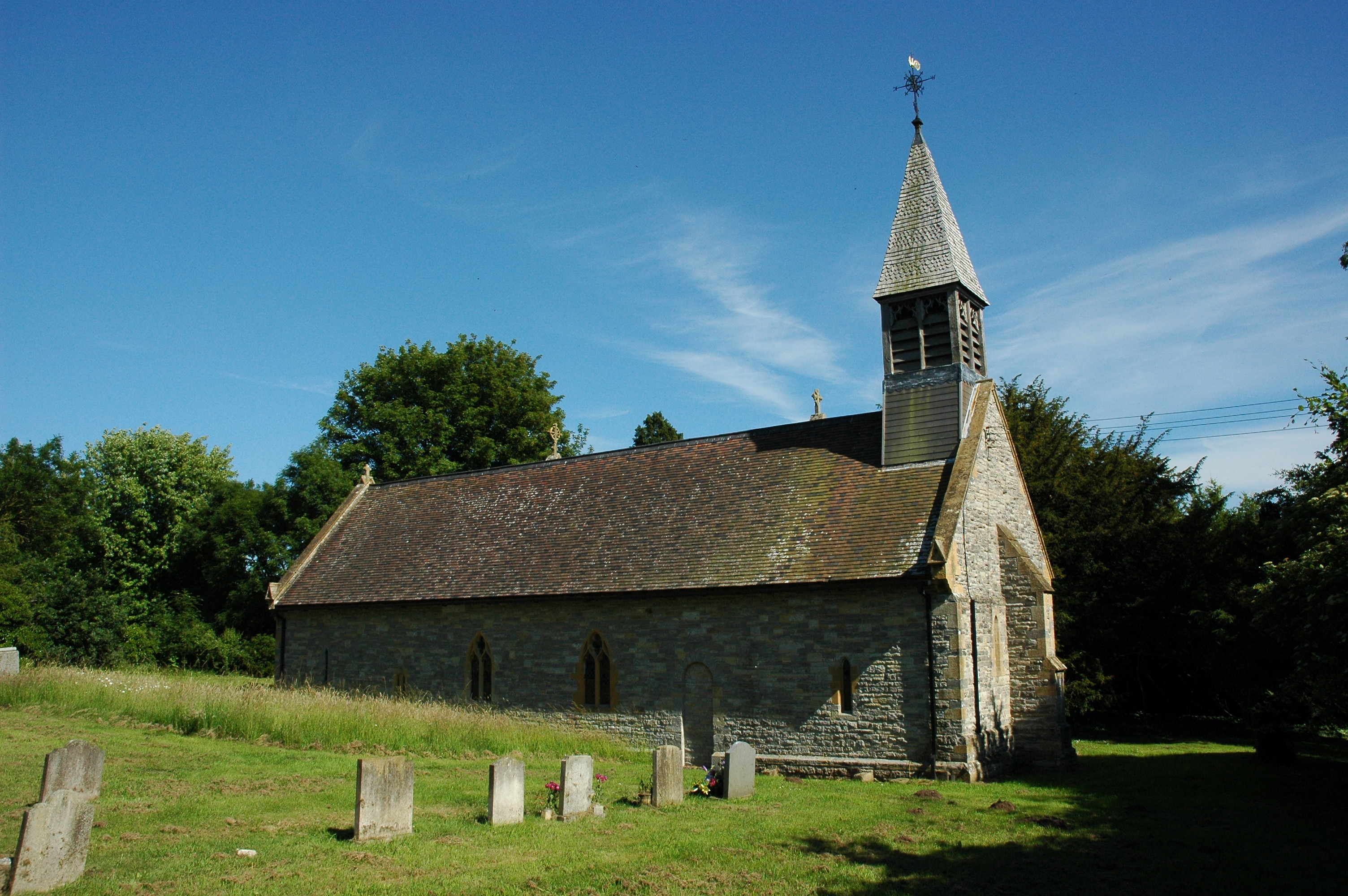
L'église de Wixford.

La paroisse civile de Wixford compte 14 monuments classés, dont deux de grade II*, dénotant des « édifices particulièrement importants ou d'un intérêt spécial » : l'église Sainte-Milburge et le manoir de Moor Hall.
L'église paroissiale, dédiée à sainte Milburge, remonte au XIIe siècle pour sa partie la plus ancienne, la nef, avec un chancel du XIIIe siècle. Une chapelle est ajoutée vers 1400 sur le côté méridional du bâtiment pour accueillir la tombe d'un certain Thomas de Cruwe, mort en 1411. L'ajout d'un porche au sud et d'un petit clocher à l'ouest datent probablement de la restauration de l'église, en 1881. C'est un monument classé depuis 1967.

### Folklore
Un biographe de William Shakespeare, John Jordan (1746-1809), rapporte une anecdote selon laquelle le dramaturge, après avoir passé la nuit sous un pommier à la suite d'un concours de beuverie entre gens de Stratford et Bidford, aurait décliné la proposition d'un nouveau concours en déclarant avoir déjà bu avec
Piping Pebworth, dancing Marston,

Haunted Hillborough, hungry Grafton,

Dadging Exhall, papist Wixford,

Beggarly Broom (en), and drunken Bidford.
en référence à plusieurs villages des environs.